# Nhà thờ Thánh Ladislava ở Necpaly
Nhà thờ Thánh Ladislava ở Necpaly (tiếng Slovakia: Kostol svätého Ladislava v Necpaly) là một nhà thờ Công giáo La Mã tọa lạc ở làng Necpaly, vùng Žilina, Slovakia. Nhà thờ này nằm ở rìa phía nam của làng. Bao quanh nhà thờ là một nghĩa trang được rào chắn bằng đá.
Vào ngày 26 tháng 11 năm 1963, nhà thờ này được ghi danh vào Danh sách Di tích Trung ương theo quyết định của Bộ Văn hóa Cộng hòa Slovakia. Vào ngày 11 tháng 6 năm 1991, theo Nghị quyết của Chủ tịch Hội đồng Quốc gia Slovakia, các bức bích họa trong nhà thờ được công nhận là di tích văn hóa quốc gia.

## Lịch sử
Nhà thờ Thánh Ladislava ở Necpaly được xây dựng vào giữa thế kỷ 13. Theo một số văn bản, nhà thờ được xây dựng trong khoảng thời gian 1250 - 1260. Các di tích hiếm nhất hiện vẫn được bảo tồn trong nhà thờ là các bức bích họa có niên đại vào thời Trung cổ.
Trong thế kỷ 14 và 15, nhà thờ này được sửa chữa. Trong thập niên 1980, nhà thờ lại trải qua một cuộc đại trùng tu lớn, nội thất của nhà thờ được điều chỉnh. Bên dưới nhà thờ có một hầm mộ, là nơi chôn cất các thành viên của gia đình Justh, những người bảo trợ trước đây của nhà thờ.